# Скально (Ґрифицький повіт)
Скально (пол. Skalno) — село в Польщі, у гміні Карниці Ґрифицького повіту Західнопоморського воєводства.
Населення — 49 осіб (2011).
У 1975-1998 роках село належало до Щецинського воєводства.

## Демографія
Демографічна структура станом на 31 березня 2011 року:
|          | Загалом | Допрацездатний вік | Працездатний вік | Постпрацездатний вік |
| -------- | ------- | ------------------ | ---------------- | -------------------- |
| Чоловіки | 24      | 4                  | 19               | 1                    |
| Жінки    | 25      | 4                  | 18               | 3                    |
| Разом    | 49      | 8                  | 37               | 4                    |